# Боулен, Чарльз Юстис
Чарльз Ю́стис «Чип» Бо́улен (Болен) (англ. Charles Eustis «Chip» Bohlen; 30 августа 1904 года — 1 января 1974) — американский дипломат, специалист по Советскому Союзу. Он служил в Москве до, во время и после Второй мировой войны, сменив Джорджа Ф. Кеннана на посту посла США в Советском Союзе (1953—1957). Позднее был послом на Филиппинах (1957—1959) и во Франции (1962—1968). Боулен — представитель группы беспартийных экспертов по внешней политике, которые стали известны как «Мудрецы» (англ. The Wise Men).

## Ранний период жизни и карьеры, семья
Боулен родился 30 августа 1904 года в Клейтоне, штат Нью-Йорк, в семье Селестины Юстис Боулен, дочери Джеймса Б. Юстиса, сенатора от Луизианы и посла во Франции при Гровере Кливленде, и светского джентльмена Чарльза Боулена. Второй из трех детей Боулена. Рано обрёл интерес к зарубежным странам, путешествуя в детстве по Европе.
В 1927 году Боулен окончил Гарвардский колледж.
Двоюродный прапрадед Боулена, Генри Боулен, был первым генералом Союза в Гражданской войне, родившимся за границей (немец по происхождению), и дедом Густава Круппа фон Болена и Хальбаха, который использовал имя Крупп после женитьбы на Берте Крупп, наследнице династии немецких оружейников Крупп).
Таким образом, Чарльз Боулен был дальним родственником Альфрида Круппа фон Болена и Хальбаха, основного производителя вооружений в Германии во время Второй мировой войны.
Густав Крупп фон Болен и Хальбах был обвинен в военных преступлениях в Нюрнбергском трибунале, но болезнь и кончина в 1950 году помешала его судебному преследованию.
Альфрид Крупп был признан виновным в военных преступлениях, но спустя несколько лет был помилован Джоном Дж. Макклоем.
В 1935 году Боулен женился на Эйвис Ховард Тайер, родившейся 18 сентября 1912 года в Филадельфии, дочери Джорджа Тайера и Гертруды Уилер. Премия «Avis Bohlen» была создана и названа в её честь в 1982 году. Премия ежегодно вручается Американской ассоциацией дипломатической службы членам семьи американских дипломатов, сделавшим все возможное для продвижения интересов США.
Брат Эйвис, Чарльз Уилер Тайер, также дипломат, тесно сотрудничал со своим зятем Чарльзом в качестве вице-консула США в Москве .
У Чарльза и Эйвис Боуленов было две дочери, Эйвис и Селестина, а также сын, Чарльз-младший.
Эйвис-младшая стала выдающимся дипломатом, занимала должности заместителя главы миссии в Париже, посла США в Болгарии, и заместителя госсекретаря США по контролю над вооружениями. Другая дочь, Селестина, стала журналисткой и была московским корреспондентом «The New York Times» .

## Дипломатическая карьера

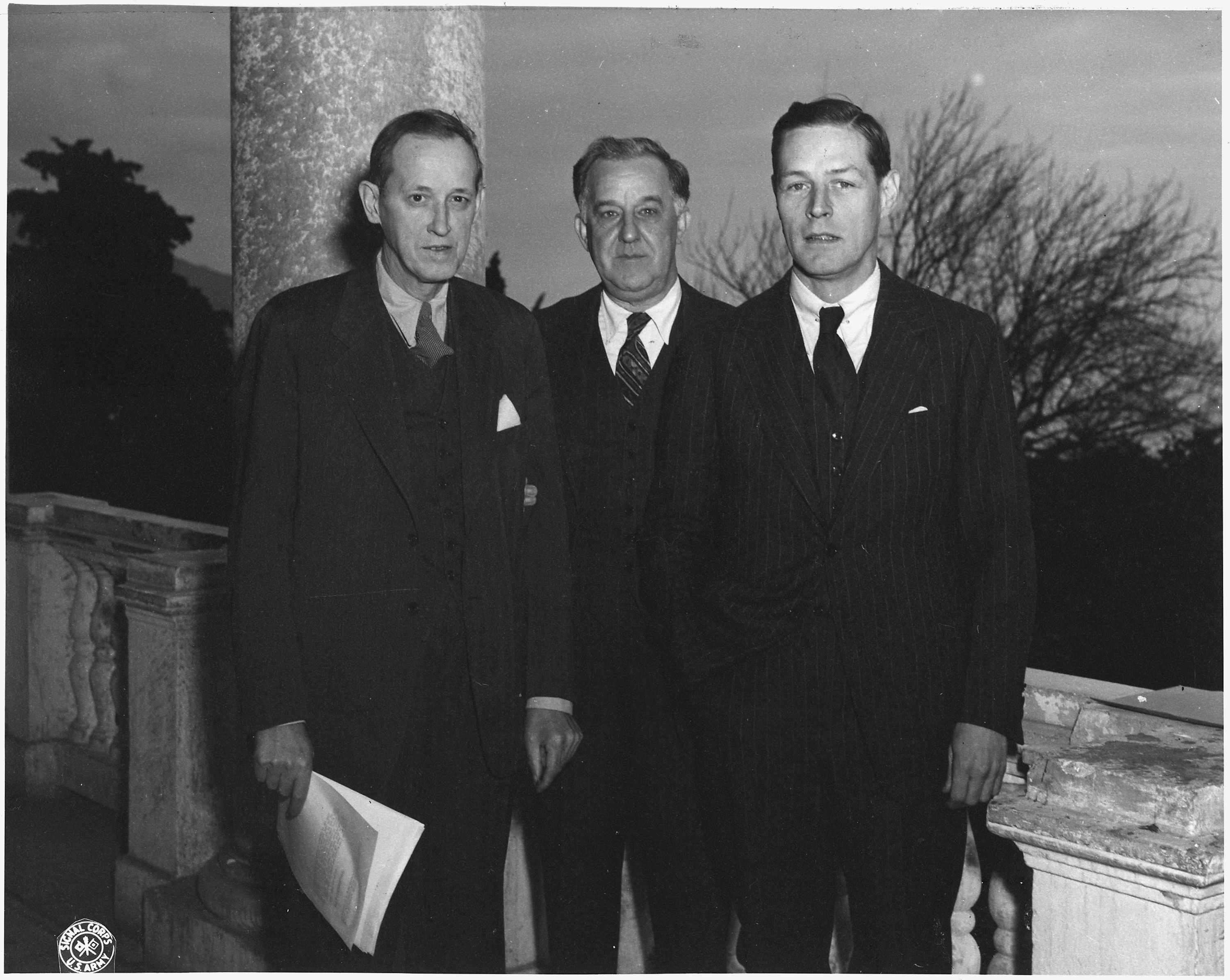
Боулен (справа) в феврале 1945 г.

Боулен поступил на службу в Государственный департамент США в 1929 году, выучил русский язык и стал специалистом по советской политике, сначала работая в Риге, Латвия.
В 1934 году в возрасте 30 лет его командировали в СССР, в посольство США в Москве.
Утром 24 августа 1939 года он посетил немецкого дипломата Ганса фон Херварта и получил от него полный текст секретного протокола к пакту Молотова — Риббентропа, подписанного только накануне.. Секретный протокол содержал договоренность между Адольфом Гитлером и Иосифом Сталиным о разделении Центральной Европы, Прибалтики и Финляндии между Третьим Рейхом и СССР. Президент США Франклин Рузвельт был срочно проинформирован об этом, но США не поделились информацией ни с одним из заинтересованных правительств.
Неделю спустя началась Вторая мировая война.

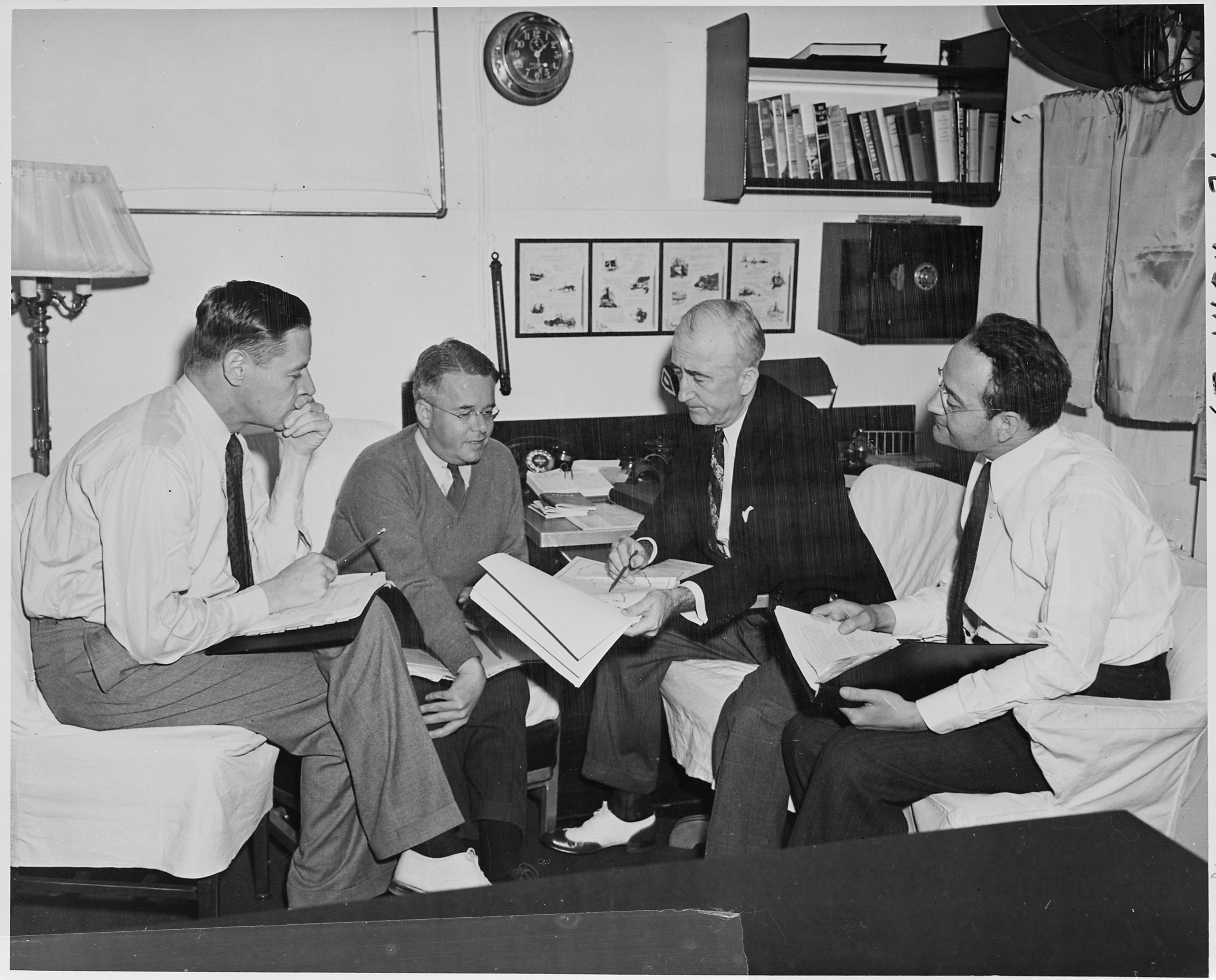
Государственный секретарь Джеймс Ф. Бирнс консультируется со своими советниками при подготовке к Потсдамской конференции в Германии

В 1940 и 1941 годах Боулен работал в американском посольстве в Токио и был в течение шести месяцев интернирован японцами до середины 1942 года.
В 1943 году он возглавил Восточноевропейский отдел, став первым из шести специалистов, изучавших русский язык в конце 1920-х годов, возглавившим отдел Государственного департамента. Во время войны он также работал над вопросами, связанными с СССР, сопровождая Гарри Хопкинса в ходе его встречи с Иосифом Сталиным в Москве. Он тесно работал с Рузвельтом и был переводчиком президента на Тегеранской (1943) и Ялтинской (1945) конференциях, принимал участие в Московской конференции (1943).
В качестве ответственного сотрудника Государственного департамента США участвовал также в работе 1-й, 2-й и 4-й сессий Совета министров иностранных дел, Московского совещания 1945 года, Парижской мирной конференции (1946) и других крупных международных конференциях.
Боулен, которого критиковали некоторые «ястребы» в Конгрессе США, уделял пристальное внимание общественному мнению, поскольку он считал неизбежным влияние общества на внешнюю политику в условиях демократии. Когда Джордж Маршалл занял пост государственным секретарем (1947), Боулен выдвинулся в качестве ключевого советника президента Гарри Трумэна.
В 1946 году он разошелся во мнениях со своим другом и наставником послом Джорджем Ф. Кеннаном по поводу того, что делать с Советами. Кеннан предложил стратегию сдерживания советской экспансии, но Боулен был более осторожен и рекомендовал политику уступок, которая позволяла бы Сталину иметь сферу влияния в Восточной Европе и не требовала вмешательства со стороны США. Участвовал в подготовке договора о создании НАТО (1949).
С 1949 по 1951 год Боулен был посланником США во Франции.

### Посол в СССР
Кеннану, объявленному персоной нон грата за критику Советского Союза, озвученную в Берлине в сентябре 1952 года, не разрешили вернуться в СССР. Управление вопросами деятельности посольства было поручено поверенному в делах Джейкобу Биму.
20 января 1953 года Дуайт Эйзенхауэр стал президентом США. Когда в марте 1953 года Сталин умер, пост посла в СССР все ещё оставался вакантным, а посольство по-прежнему возглавлял Бим.
В апреле 1953 года Эйзенхауэр назначил Боулена послом в Советском Союзе. Его кандидатура была утверждена в Сенате 74 голосами против 13, несмотря на протесты со стороны сенатора Джозефа Маккарти, который также критиковал шурина Боулена Чарльза У. Тайера, который также являлся сотрудником посольства в Москве.
В период работы Боулена в посольстве советские спецслужбы предприняли попытку его дискредитации как «отпрыска» семьи германских военных промышленников Крупп. Запросившая в 1949 году политического убежища в СССР сотрудница посольства Аннабелль Бюкар, через которую и осуществлялась данная спецоперация, позднее усомнилась в достоверности этих сведений, сделав при этом удивительное по отсутствию логики умозаключение: «Если бы этот человек в действительности являлся представителем семьи Круппа фон Болена в Америке, то трудно представить себе, как бы он мог лучше или более успешно представлять их интересы и интересы всех крупнейших империалистов».
Боулен оказался не в состоянии поддерживать хорошие отношения ни с советскими лидерами, ни с государственным секретарем Джоном Фостером Даллесом. Он был понижен Эйзенхауэром в должности 18 апреля 1957 года, после того, как Даллес вынудил Боулена уйти в отставку.

### Дальнейшая карьера
Позднее Боулен служил послом на Филиппинах (1957—1959) и во Франции (1962—1968), при президентах Джоне Ф. Кеннеди и Линдоне Джонсоне). Боулен вышел на пенсию в январе 1969 года.
По словам советника Кеннеди Теодора Соренсена, Боулен участвовал в ранних дискуссиях по поводу Карибского кризиса (октябрь 1962 года). Во время заседания Исполнительного комитета (англ. ExComm). К всеобщему удивлению, Боулен сохранял за собой бронь на билет океанского лайнера, который доставил бы его во Францию, а не ждал, пока кризис не будет разрешен.
В 1968 и 1969 годах он был консультантом при передаче дел в Государственном департаменте от государственного секретаря Дина Раска к первому государственному секретарю президента Ричарда Никсона Уильяму П. Роджерсу .

## Кончина
1 января 1974 года Боулен умер в возрасте 69 лет от рака поджелудочной железы в своем доме в Вашингтоне, округ Колумбия. За церемонией похорон в Вашингтонском национальном соборе 4 января 1974 года последовало погребение на историческом кладбище Лорел-Хилл в Филадельфии.

## Наследие
В мае 2006 года вышла почтовая марка США, на которой был изображен Боулен, один из шести выдающихся дипломатов, удостоенных тогда этой чести.